# Fresterskan
Fresterskan (engelska: The Temptress) är en amerikansk romantisk dramafilm från 1926 i regi av Fred Niblo och Mauritz Stiller. I huvudrollerna ses Greta Garbo, Antonio Moreno, Lionel Barrymore och Roy D'Arcy.

## Handling
På en maskerad i Paris träffas den olyckliga Elena (Garbo) och Manuel Robledo (Moreno), en ung arkitekt från Argentina. De blir förälskade och Elena får en ring av Manuel. När Manuel nästa dag besöker sin vän Markis de Torre Bianca (Armand Kaliz) upptäcker han att Elena är dennes fru.
Vid en middagsbjudning berättar bankiren Fontenoy (Marc McDermott) att Elena är en fresterska som ruinerat honom. För att fly undan social kritik flyttar markisen till Argentina, där Elena åter möter Manuel, och också den kriminelle Manos Duras (Roy D'Arcy).  

## Rollista i urval
- Greta Garbo – Elena
- Antonio Moreno – Manuel Robledo
- Marc McDermott – M.Fontenoy
- Lionel Barrymore – Canterac
- Armand Kaliz – Marquis de Torre Bianca
- Roy D'Arcy – Manos Duras
- Robert Anderson – Pirovani
- Francis McDonald – Timoteo
- Hector Sarno – Rojas
- Virginia Brown Faire – Celinda